# Guillermo Lockhart
Guillermo Lockhart (Montevideo, 25 d'agost de 1976) és un model, director i presentador uruguaià. Fill d'Elena Quintana. Va realitzar els seus estudis secundaris en el Instituto Crandon i va continuar els seus estudis terciaris d'administració d'empreses a la Universitat Catòlica de l'Uruguai (Universidad Católica del Uruguay Dámaso Antonio Larrañaga). Com a model va realitzar diverses campanyes entre elles de la marca UFO. Va ser conductor de programes com "4 Estaciones" a Canal 5, i "Estilo" a Canal 10. Està en parella amb Angella Ferraz i és pare d'una filla anomenada Elena Soledad Lockhart.

## Llibres
- 2008, Voces anónimas, ( Veus anònimes ). Amb històries de la primera i segona temporada.
- 2009, Voces anónimas 2, ( Veus anònimes 2). Amb històries de la primera i segona temporada, més avenços d'històries de la tercera temporada.
- 2010, Voces anónimas 3, (Veus anònimes 3). Amb històries de la primera, segona i tercera temporada.
- 2011, Voces anónimas (Oculto), (Veus anònimes (Ocult)). Amb històries que podrien haver sortit a l'aire en temporades anteriors.
- 2012, Voces anónimas 4, (Veus anònimes 4 ). Amb moltes més històries d'aquest programa, però sobretot sobre la quarta temporada.
- 2013, Voces anónimas (Siniestro), (Veus anònimes (Sinistre)). Amb històries de la quarta temporada i algunes noves.
- 2014, Voces anónimas (Macabro), (Veus anònimes (Macabre)).

temporada y algunas nuevas.
- 2015, Voces anónimas (Limbo).
- 2016, Voces anónimas (Sobrenatural).
- 2016, Voces anónimas (Resplandor).
- 2017, Voces anónimas (Críptico).
- 2017, Voces anónimas (Leyenda). Contiene los relatos que hicieron historia dentro de la popular serie Voces Anónimas.
- 2018, Voces anónimas (Épico). Contiene relatos posiblemente incluidos en la sexta temporada.
- 2018, Voces anónimas (Dimensión secreta).
- 2019, Voces anónimas (Inframundo).
- 2020, Voces anónimas (Juegos prohibidos)".
- 2020, Voces anónimas (El símbolo de la muerte)"